# Kaltenbachsee
Kaltenbachsee är en sjö i Österrike.   Den ligger i förbundslandet Steiermark, i den centrala delen av landet, 220 km väster om huvudstaden Wien. Kaltenbachsee ligger 2 173 meter över havet.
I omgivningarna runt Kaltenbachsee växer i huvudsak blandskog. Runt Kaltenbachsee är det ganska glesbefolkat, med 25 invånare per kvadratkilometer.